# Jeunesse sportive de Bassam
 (juillet 2017).
Si vous disposez d'ouvrages ou d'articles de référence ou si vous connaissez des sites web de qualité traitant du thème abordé ici, merci de compléter l'article en donnant les références utiles à sa vérifiabilité et en les liant à la section « Notes et références ».
La Jeunesse sportive de Bassam est un club de football ivoirien basé à Grand-Bassam orienté vers la formation des jeunes joueurs. Il joue au Stade de Bassam, situé dans le quartier Petit Paris. Le club évolue en division d'honneur. 

## Histoire
La Jeunesse sportive de Bassam (JSB) est un club de football ivoirien dont le siège est situé à Grand-Bassam. Le club se concentre principalement sur la formation et le développement des jeunes joueurs. Les matchs de la JSB se déroulent au Stade de Bassam, enceinte sportive implantée dans le quartier Petit Paris de Grand-Bassam.